# Usine C (bâtiment)
Usine C est une salle de spectacle situé dans le quartier Centre-Sud à Montréal. L'édifice fut construit en 1913 par la Société Alphonse Raymond Limitée qui employa de nombreux travailleurs pour faire fonctionner la fabrique de confiture de fruits jusqu'aux années 1970. L'infrastructure est actuellement gérée par la compagnie Usine C.

## Historique

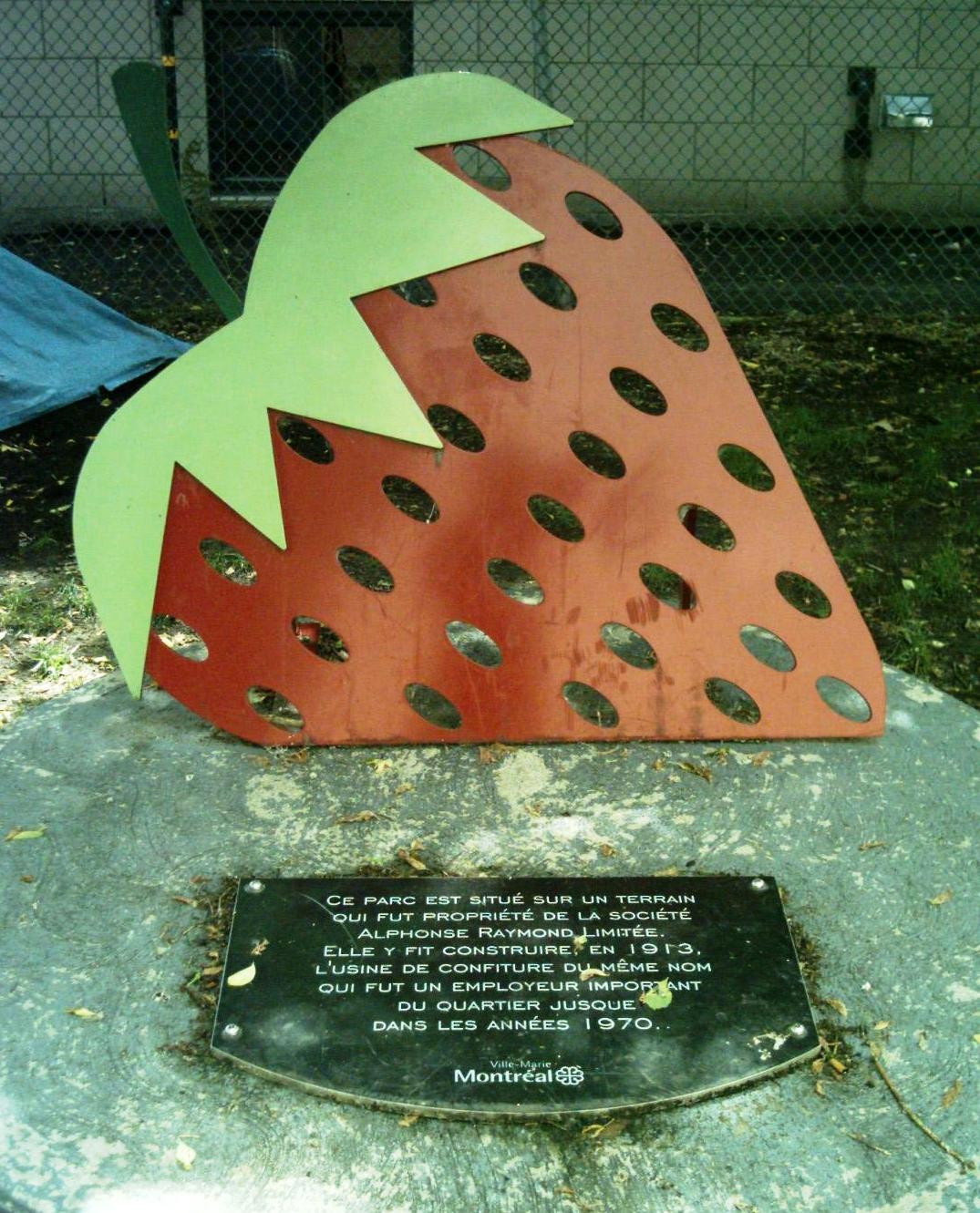
Plaque au Parc de la Fabrique

Les cofondateurs de l’Usine C, Gilles Maheu et Danièle de Fontenay collaboraient depuis de nombreuses années au moment de la création de l'Usine C. Leur compagnie de création, Carbone 14, avait déjà cofondé le théâtre Espace Libre en 1979 avec Nouveau Théâtre expérimental et Omnibus. Après leur expérience acquise au cours de leurs années de théâtre de rue, leurs 20 ans de tournée à travers le monde et un énorme succès populaire, Gilles Maheu et Danièle de Fontenay ont voulu bâtir un outil adapté aux besoins de la création interdisciplinaire.
Ainsi en cherchant à préserver une pièce du patrimoine industriel, en accord avec les architectes Saucier + Perrotte et les scénographes de Scéno Plus, l’Usine C a doté Montréal d’une salle de diffusion de 472 places qui peut s’adapter à différentes configurations scénographiques et d’une salle de répétitions et de diffusion d’une capacité maximale de 150 places. Récipiendaire de plusieurs prix d’architecture, l’Usine C a acquis une certaine notoriété, localement et à l’étranger, comme lieu de création et de diffusion contemporain grâce aux spectacles qui s’y tiennent et à ses installations. L'Usine accueille 35 000 spectateurs chaque année, qui découvrent les courants artistiques actuels. 
En 2021, l'Usine C rouvre après plus d'un an de rénovations menées par Saucier + Perrotte qui remettent les lieux aux normes, agrandissent le studio de création et modernisent les installations.
Il y a un parc au sud de l'Usine C où se trouve une plaque commémorative qui rappelle l'importance de la Société Alphonse Raymond Limitée.